# 제1군단 (대한민국-미국)
한미 제1군단(영어: ROK-US I Corps)은 1971년 7월 1일부터 1980년 3월 14일까지 군단, 1980년 3월 14일부터 1992년 7월 1일까지 야전군으로서 존재했던 대한민국 육군과 주한 미국 육군의 다국적 연합 부대였다.

## 역사
1971년에 주한 미국 육군 제1군단과 제7보병사단이 한반도에서 철수하자, 남아 있는 미국 제2보병사단의 전력을 이용하여 대한민국 육군과의 연합지휘체제를 구축하기 위한 목적으로 미국 제8군 예하에 창설되었다. 당시 제1군단장이었던 에드워드 E. 라우니 중장이 한미 제1군단장을 겸임하고, 이재전 소장이 부군단장에 취임하였다.
1973년에 대한민국의 제1군단이 편제에 추가되었다.
1980년 3월 14일, "한미연합야전군사령부"(영어: Combined Forces Army (CFA))로 개편되었다.
1992년 7월 1일, 서부전선의 방위를 대한민국의 제3야전군으로 이양하고 해체하였다.

## 산하 조직
- 대한민국 육군
  - 제1군단
  - 제6군단
  - 제1보병사단
  - 제25보병사단
  - 제2해병여단; 1981년 4월 16일, 사단으로 재편성됨.
- 미국 육군
  - 제2보병사단

## 계보
- 1971년 7월 1일, 한미 제1군단 / 영어: ROK-US I Corps
- 1980년 3월 14일, 한미야전군사령부 / 영어: ROK-US Combined Forces Army; CFA

## 같이 보기
- 한미연합군사령부

## 참고
1. ↑  “한미야전군사령부 개칭식”. 동아일보. 1980년 3월 14일. 2013년 7월 11일에 확인함.
2. ↑  “한미 야전군사령부 7월 해체 공식결정”. 한겨레. 1992년 5월 20일. 2013년 7월 10일에 확인함.

- 백기인 (2008년 9월 22일). “한미 제1군단 창설”. 국가기록원. 2014년 3월 17일에 원본 문서에서 보존된 문서. 2013년 6월 4일에 확인함.
- 백기인 (2007년 12월 1일). “한.미연합방위체제”. 국가기록원. 2014년 3월 17일에 원본 문서에서 보존된 문서. 2013년 6월 4일에 확인함.